# 寛保
寛保（かんぽう、かんぽ、旧字体：寛󠄁保）は、日本の元号の一つ。元文の後、延享の前。1741年から1744年までの期間を指す。この時代の天皇は桜町天皇。江戸幕府将軍は徳川吉宗。

## 改元
- 元文6年2月27日（グレゴリオ暦1741年4月12日） 讖緯説に基づく辛酉革命に当たるため改元
- 寛保4年2月21日（グレゴリオ暦1744年4月3日） 延享に改元

「寛保」は正徳改元の時に当時の霊元上皇が強く推したものの、新井白石から「柳沢吉保を想像させる」として拒絶された経緯があったとされる。しかし、今回は先例に基づいて2月中の改元を実現させるために勧進する候補を17に増やしたところ、却って選定に手間取って幕府に案が届いたのは2月になってからで、桜町天皇や摂関家が推す「寛保」に対して幕府も異論を挟まなかったために、予定の2月改元に間に合せることが出来た。

## 寛保年間の出来事
- 寛保2年

関東から近畿にかけて大水害（寛保の洪水・高潮）。特に千曲川流域や江戸などで深刻な被害（戌の満水・寛保二年江戸洪水参照）。
- 寛保3年から翌年1月まで

クリンケンベルグ彗星が観測される。

### 誕生
- 元年 桃園天皇（第116代天皇）
- 2年 等順 （天台宗大僧正）

### 死去
- 元年 天英院（徳川家宣御台所 享年80）

## 西暦との対照表
※は小の月を示す。
| 寛保元年（辛酉） | 一月※     | 二月  | 三月※ | 四月※ | 五月    | 六月※ | 七月  | 八月  | 九月※ | 十月  | 十一月 | 十二月※  |           |
| ---------------- | --------- | ----- | ----- | ----- | ------- | ----- | ----- | ----- | ----- | ----- | ------ | -------- | --------- |
| グレゴリオ暦     | 1741/2/16 | 3/17  | 4/16  | 5/15  | 6/13    | 7/13  | 8/11  | 9/10  | 10/10 | 11/8  | 12/8   | 1742/1/7 |           |
| ユリウス暦       | 1741/2/5  | 3/6   | 4/5   | 5/4   | 6/2     | 7/2   | 7/31  | 8/30  | 9/29  | 10/28 | 11/27  | 12/27    |           |
| 寛保二年（壬戌） | 一月      | 二月※ | 三月  | 四月※ | 五月※   | 六月  | 七月※ | 八月  | 九月※ | 十月  | 十一月 | 十二月   |           |
| グレゴリオ暦     | 1742/2/5  | 3/7   | 4/5   | 5/5   | 6/3     | 7/2   | 8/1   | 8/30  | 9/29  | 10/28 | 11/27  | 12/27    |           |
| ユリウス暦       | 1742/1/25 | 2/24  | 3/25  | 4/24  | 5/23    | 6/21  | 7/21  | 8/19  | 9/18  | 10/17 | 11/16  | 12/16    |           |
| 寛保三年（癸亥） | 一月※     | 二月  | 三月※ | 四月  | 閏四月※ | 五月※ | 六月  | 七月※ | 八月※ | 九月  | 十月   | 十一月   | 十二月    |
| グレゴリオ暦     | 1743/1/26 | 2/24  | 3/26  | 4/24  | 5/24    | 6/22  | 7/21  | 8/20  | 9/18  | 10/17 | 11/16  | 12/16    | 1744/1/15 |
| ユリウス暦       | 1743/1/15 | 2/13  | 3/15  | 4/13  | 5/13    | 6/11  | 7/10  | 8/9   | 9/7   | 10/6  | 11/5   | 12/5     | 1744/1/4  |
| 寛保四年（甲子） | 一月※     | 二月  | 三月※ | 四月  | 五月※   | 六月※ | 七月  | 八月※ | 九月※ | 十月  | 十一月 | 十二月※  |           |
| グレゴリオ暦     | 1744/2/14 | 3/14  | 4/13  | 5/12  | 6/11    | 7/10  | 8/8   | 9/7   | 10/6  | 11/4  | 12/4   | 1745/1/3 |           |
| ユリウス暦       | 1744/2/3  | 3/3   | 4/2   | 5/1   | 5/31    | 6/29  | 7/28  | 8/27  | 9/25  | 10/24 | 11/23  | 12/23    |           |